# Панахи, Джафар
Джафа́р Панахи́ (перс. جعفر پناهی‎; азерб. Cəfər Pənahi; род. 11 июля 1960, Миайнех, Восточный Азербайджан, Иран) — иранский кинорежиссёр и сценарист, один из самых известных представителей «новой волны» иранского кинематографа. Обладатель «Золотой пальмовой ветви» 78-го Каннского кинофестиваля за фильм «Простая случайность».

## Биография
Джафар Панахи родился 11 июля 1960 года в городе Миайнехе (провинция Восточный Азербайджан, Иран) в азербайджанской рабочей семье. У него было четыре сестры и два брата. Его отец работал маляром. Дома в семье говорили по-персидски. Когда Джафару было 10 лет, он записал видео на 8-миллиметровую плёночную камеру. Он также снялся в одном фильме и помогал директору библиотеки Кануна в организации образовательной программы, обучавшей детей обращаться с кинокамерой. Начиная с 12-летнего возраста, Панахи работал после школы, чтобы иметь деньги на походы в кино. Его бедное детство помогло формированию его гуманистического мировоззрения, отображаемого в его фильмах.
В возрасте 20 лет Панахи был призван в иранскую армию и служил в ней во время ирано-иракской войны, работая военным кинематографистом с 1980 по 1982 год. В 1981 году он был захвачен в плен курдскими повстанцами и провёл в заключении 76 дней. Его военный опыт лёг в основу его документального фильма, в конечном счёте показанного по телевидению. По окончании военной службы Панахи поступил в Колледж кино и телевидения в Тегеране, где изучал кинопроизводство. В этот период он особенно высоко ценил работы кинорежиссёров Альфреда Хичкока, Говарда Хоукса, Луиса Бунюэля и Жан-Люка Годара. Там он впервые встретился и подружился с режиссёром Парвизом Шахбази и оператором Фарзадом Джодатом, который сотрудничал с Панахи во всех его ранних картинах. Во время учёбы в колледже он проходил стажировку в Центре Бендер-Аббаса, расположенном на побережье Персидского залива, где снял свои первые короткометражные документальные фильмы. Панахи также до окончания колледжа в 1988 году работал ассистентом режиссёра.
Панахи снял несколько короткометражных документальных фильмов для иранского государственного телеканала «Канал 2». Его первый короткометражный фильм «Раненые головы» был документальной лентой, рассказывавшей о незаконной траурной традиции хлестания по головам в азербайджанском регионе северного Ирана. В ней была запечатлена траурная церемония по третьему шиитскому имаму, имаму Хоссейну, во время которой люди били себя ножами по голове до крови. Панахи пришлось снимать тайно, и фильм в течение нескольких лет был запрещён к показу. В 1988 году Панахи снял документальный короткометражный фильм «Второй взгляд», показывавший закулисье съёмок фильма Камбузии Партуви «Голнар». Он рассказывал о создателе кукол для фильма Партуви и его отношениях со своими куклами. Фильм был выпущен только в 1993 году. В 1990 году Панахи работал помощником режиссёра Партуви в фильме «Рыба».
Панахи также работал ассистентом режиссёра на съёмках некоторых художественных фильмов, в том числе фильма «Сквозь оливы» Аббаса Киаростами, вышедшего на экраны в 1994 году. Через год Киаростами помог написать сценарий к фильму «Белый шар», режиссёром которого являлся Панахи.
Фильмы Панахи становились лауреатами престижных международных кинонаград, в том числе «Золотой камеры» Каннского кинофестиваля (1995 год; фильм «Белый шар»), «Золотого леопарда» кинофестиваля в Локарно (1997 год; фильм «Зеркало»), «Золотого льва» Венецианского кинофестиваля (2000 год; фильм «Круг») и «Серебряного медведя» Берлинале (2006 год; фильм «Офсайд»).
В марте 2010 года Джафар Панахи был арестован, и позже осуждён на шесть лет заключения за антиправительственную деятельность и участие в акциях протеста против официальных итогов выборов 2009 года. Панахи также было запрещено заниматься кинематографической деятельностью и давать интервью в течение 20 лет. Отбывать срок за решёткой Панахи не пришлось. Вместо этого постановщик оказался под домашним арестом. Это не стало препятствием для работы. Джафар снял картину «Это не фильм» (2011), показанную на кинофестивале в Каннах. Материал был вывезен из Ирана на флешке, спрятанной в пирожном. С тех пор опальный режиссёр кое-как мог передвигаться по Ирану, но его паспорт до 2024 года находился у властей, что не давало возможности Панахи выехать за границу. Несмотря на запрет на съёмки, в 2013 году в Берлине прошла премьера его ленты «Закрытый занавес», снятой на даче режиссёра. Фильм получил «Серебряного медведя» Берлинале за лучший сценарий. А в 2015 его новая работа «Такси» получает на том же фестивале уже главный приз — «Золотого медведя», а также престижную награду от Международной федерации кинопрессы (ФИПРЕССИ).
В октябре 2012 года он стал лауреатом премии имени Сахарова.
В мае 2018 года на 71-м Каннском международном кинофестивале был награждён за лучший сценарий (фильм «Три лица»), однако сам в это время находился в Иране под домашним арестом.
11 июля 2022 года Панахи пришёл в тюрьму Эвин, чтобы узнать о судьбе задержанного за протесты режиссёра Мохаммада Расулофа. В тюрьме его задержали, сообщив, что у него имеется неотбытый срок заключения. Каннский, Берлинский и Венецианский кинофестивали осудили задержание Панахи. В начале февраля 2023 года Панахи был освобождён под залог.
В июле 2024 года Панахи впервые за долгое время был выпущен за границу на фестиваль «Золотой абрикос» в Ереване.
24 мая 2025 года стал обладателем «Золотой пальмовой ветви», главной награды 78-го Каннского кинофестиваля, за свой фильм «Простая случайность».

## Фильмография
- 1992 — «Последний экзамен» / آخرین امتحان (The Last Exam)
- 1995 — «Белый шар» /بادکنک سفید (The White Balloon)
- 1997 — «Зеркало» / آیینه (The Mirror)
- 2000 — «Круг» / دایره (The Circle)
- 2003 — «Багровое золото» / طلای سرخ (Crimson Gold)
- 2006 — «Офсайд» / آفساید (Offside)
- 2010 — «Это не фильм» / این فیلم نیست (This Is Not a Film)
- 2013 — «Закрытый занавес» / پرده
- 2015 — «Такси» / تاکسی
- 2018 — «Три лица» / سه رخ
- 2022 — «Без медведей» / خرس نیست
- 2025 — «Простая случайность» / یک تصادف ساده